# نادية حلو
ناديا حلو (05-07-1953)  وتوفيت عام 2015, بمهنتها عاملة اجتماعية، عضو كنيست سابق في البرلمان الإسرائيلي (الكنيست) باسم حزب العمل. حلو هي امرأة العربية المسيحية الأولى التي نالت هذا المنصب.

## حياتها
ولدت لعائلة عربية مسيحية في يافا. والدها وديع كان مربيّا ومدرسا، من اوائل الصحفيين في جريدة اليوم وعضو إدارة في بنك محلي. والدتها سلوى منير بنت اللد. والدا ناديا سكنوا في حارة العجمي، هنالك ترعرعت مع اخوتها الاربعة. درست في المدرسة الكاثوليكية للبنات حسب المنهاج الفرنسي في يافا، تخصصت في العمل الاجتماعيّ في دراستها الأكاديمية.
ناديا الحلو سكنت أيضا بيافا بعد زواجها، انجبت اربع بنات. توفيت عام 2015 بعد صراعها مع مرض السرطان.

## نشاطاتها  الاجتماعية وهامة
بين السنوات 1976-1982 اشتغلت في الخدمات العامة من قسم الرفاه في بلدية يافا. تخصصت عام 1981 في الطفولة المبكرة وبارشاد الاهالي. اسست وإدارة مركز هيرش لطفولة المبكرة حتى عام 2004. قدم المركز خدمات للعائلات من جيل الحمل حتى الولادة ومرافقة الاطفال الرضع. قدم المركز أيضا خدمات للمتضررين من العنف العائلي مع ربط علاقات مع جهات عامة متل مختصين اطباء بتخصصات مختلفة.  عملها هذا منحها لتقدم لجهاز السياسي «كلنا من اجل يافا» وعضوة في مجلس البلدية في يافا؟

## العمل من اجل النساء
كانت نائبة رئيسة نعمت حتى انتخابها للبرلمان ال 17. جنب ذلك عملت بمجالات مختلفة من اجل المساواة حقوق النساء. اسست جمعية منارة التي هدفت في تطوير مكانة النساء العربيات، من خلال الجمعية اقامت ورشات عمل في القيادة وأيام دراسية من اجل تطوير مهارات مهنية وسياسية لدى النساء العربيات. فترة عضويتها في الكنيست تم المصادقة على قانون المرشدات لمكانة المرأة في المجالس المحلية.

## اعمالها السياسية
انضمت ناديا الحلو لحزب العمل وتقدمت للانتخابات باكثر من مرة حتى نالت عضوية البرلمان عام 2005 للكنيست السابعة عشر. ترأست اللجنة البرلمانية لحقوق الطفل ما بين السنوات (2006-2009). قدمت نادية الحلو نشاطات من اجل منع القتل على خلفية شرف العائلة في المجتمع العربي.
من ضمن القوانين التي ساهمت من اجل اقرارها:
قانون لمعالجة الأطفال المعنفين
قانون ما يخص اللغة العربية
قانون من اجل توظيف المرشدات من اجل رفع مكانة المرأة في المجالس المحلية